# مأموریت برای وطنم
مأموریت برای وطنم، نام کتابی به قلم محمدرضا پهلوی است. وی در بخشی از این کتاب به تاریخ کهن ایران افتخار می‌کند، ایران را به عنوان کشوری غنی از فرهنگ و هنر به جهان بشریت معرفی می‌نماید و به برپایی نخستین پادشاهی ایران زمین در ۲۵۰۰ سال پیش توسط کوروش بزرگ افتخار می‌کند. محمدرضا شاه همچنین در این کتاب از گفتمان و هم‌ذات پنداری میان ایرانیان و کشورها و مردم جهان از آسیای شرقی تا آمریکای شمالی را خصوصاً در باب جشن‌های ۲۵۰۰ ساله شاهنشاهی ایران و جشن هنر شیراز ارائه کرده است.